# إيزابيل دي شاريير
إيزابيل دي شاريير (بالهولندية: Belle van Zuylen) (و. 1740 – 1805 م) هي مترجمة، وملحنة، وروائية، وكاتِبة، وكاتبة مسرحية، وشاعرة، ومقالاتية، وفيلسوفة، ونسوية هولندية توفيت عن عمر يناهز 65 عاماً.

## روابط خارجية
- إيزابيل دي شاريير على موقع الموسوعة البريطانية (الإنجليزية)